# Colin Richardson
Colin Richardson és un productor, mesclador i enginyer de gravació britànic. Ha treballat en més de 100 Àlbums, i és sovint associat amb grups de hard rock // heavy metal // metalcore, tals com:
| - As I Lay Dying - Behemoth - Bullet for My Valentine - Cannibal Corpse - Carcass - The Chameleons - Chimaira - Cradle of Filth - Crash - DÅÅTH - Dearly Beheaded - DevilDriver | - Disincarnate - Fear Factory - Fightstar - Five Pointe O - Funeral for a Friend - God Forbid - Gorefest - Gorguts - Hamlet - InMe - Kreator - Machine Head - Murderdolls | - Napalm Death - One Minute Silence - Overkill - Roadrunner United - Sanctity - Sepultura - SikTh - Sinister - Slipknot - S.O.B. - 3 Inches of Blood - Trivium - Wednesday 13 |